# Майкл Дуглас
Майкл Кірк Дуглас (англ. Michael Kirk Douglas; нар. 25 вересня 1944, Нью-Брансвік, Нью-Джерсі, США) — американський актор та кінопродюсер; лауреат премії «Оскар» як «найкращий актор» (фільм «Волл-Стріт», 1987).

## Біографія
Народився в сім'ї видатного американського актора єврейсько-білоруського походження Кірка Дугласа. Дід і бабуся Майкла по батьківській лінії, Гершель та Бруня Данієлович, були єврейськими емігрантами з Чаусів, Російська імперія, нині Білорусь. Мати — американська акторка Дайєна Ділл (Diana Dill).
Навчався у військовій академії: після навчання у військовій академії мав можливість здобути освіту в престижному Єльському університеті. Проте захопився кінематографом і поступив у Каліфорнійський університет на факультет драматичного мистецтва, де й зустрів свого друга — актора Денні Де Віто, з яким потім знімався у різних стрічках.
До визнання актор ішов довго: став відомим після популярного у свій час у США серіалу «Вулиці Сан-Франциско» (1972). Не задовольнившись акторським успіхом, Майкл Дуглас тимчасово перекваліфікувався у продюсера — і тут до нього прийшла справжня перемога: спродюсована ним стрічка Мілоша Формана «Пролітаючи над гніздом зозулі» (1975) з Джеком Ніколсоном у головній ролі завоювала п'ять «Оскарів» і до того ж була визнана найкращим фільмом року.
Справжнє визнання акторського таланту принесли йому комедійна дилогія «Роман з каменем», «Перлина Нілу» та фільм «Війна подружжя Роуз» (разом з Кетлін Тернер та Денні Де Віто) — і дали можливість кінокритикам вважати, що він досяг висот, на яких стояв його батько.
Стрічкою Олівера Стоуна «Волл-стріт» (1987) Майкл Дуглас завоював «Оскар», як найкращий актор, а «Основний інстинкт» з Шерон Стоун — остаточно утвердив Майкла Дугласа як одного з провідних кіноакторів Америки.

## Приватне життя

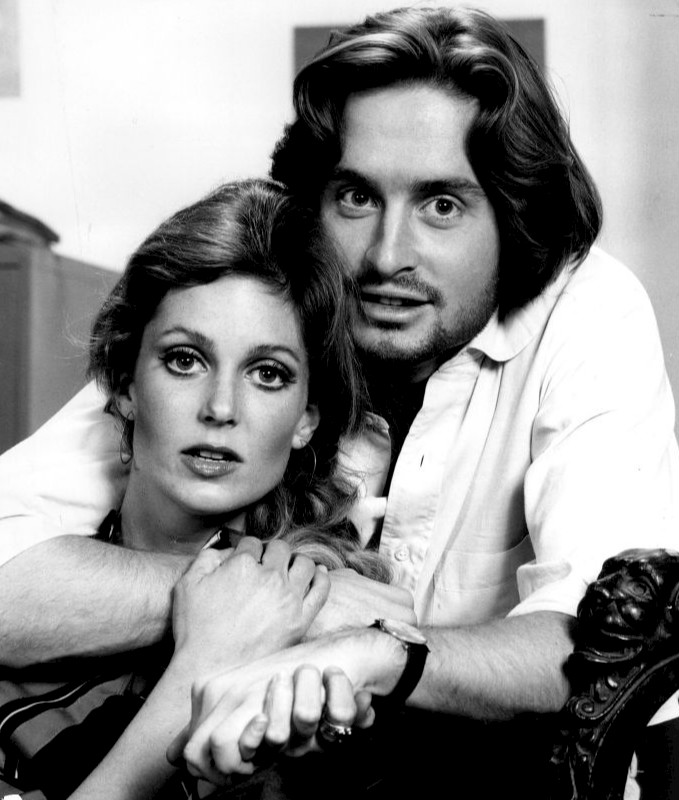
Дуглас із Тішою Стерлінг у постановці CBS Playhouse The Experiment у 1969 році, перша телевізійна роль актора

Майкл — син кінознаменитостей і це зіграло визначальну роль у його і життєвій і творчій долях. Батьки розлучилися, коли Майклові було всього 5 років.
У березні 1977 року 33-річний Дуглас одружився з Діандрою Лукер, донькою австрійського дипломата, якій було тоді 19 років. 2000-го року вони розлучилися. Від колишньої дружини в Майкла старший син Камерон 1978 року народження.
18 листопада того ж року він став на рушник удруге з молодою британською акторкою Кетрін Зета-Джонс, з якою вони народилися в один день із різницею у 25 років. Вони справили гучне весілля в готелі «Plaza Hotel» у Нью-Йорку: сама сукня нареченої коштувала 250 тисяч доларів, а загалом весілля обійшлося в 1,5 млн доларів. Поміж інших запрошених на церемонію 350 гостей були такі знаменитості, як Стівен Спілберг, Вупі Голдберг, Ентоні Гопкінс, Барбара Волтерс, Джек Ніколсон, Дені ДеВіто, Шерон Стоун, Мартін Шин та Шон Коннері. Мають двоє дітей — Ділана Майкла (2000 р.н.) і Керіс Зета (2003 р.н.).
У серпні 2010 року в актора виявили рак гортані. Ув'язнення сина та курс агресивної хіміотерапії абсолютно його виснажили. З усім тим, геть знесилений артист захотів перед смертю повторити весілля з Кетрін та вдруге виголосити шлюбні обітниці. І сталося диво: Дуглас став одужувати, понад те, на початку грудня 2010 року у своєму інтерв'ю по закінченні важкого лікування Дуглас підтвердив, що найближчим часом має намір повернутися в професію. За два роки він здійснив це ролями в кінокартинах Стівена Содерберга. Зокрема, роллю піаніста Владзі Валентино Лібераче в його телефільмі «За канделябрами». 11 січня 2011 року Дуглас повідомив про цілковите одужання.
16 серпня 2013 року Майкл Дуглас заявив, що подає на розлучення з Зета-Джонс. Спричинило таке бажання те, що актор «не в змозі терпіти більше ґлобальну депресію, яскраво виражену через хворобу Кетрін». Однак три місяці потому стало відомо, що пара поновила свої стосунки, і вже у квітні 2014-го їх неодноразово бачили на різних імпрезах.
Сина актора Камерона Дугласа поліція затримала 28 липня 2009 року за зберігання метамфетамінів у готелі «Gansevoort» у Мангеттені. 20 квітня 2010 року суд Нью-Йорка присудив йому п'ять років ув'язнення за торгівлю наркотиками.

## Майкл Дуглас і Україна
Під час повномасштабного вторгнення Росії підтримав Україну.
11 вересня 2024 року завітав у Київ зі своїм сином. Відвідав зруйновану росіянами лікарню Охматдит, Києво-Печерську лавру, Національний музей історії України у Другій світовій війні, та Батьківщину-Мати. Закликав допомагати Україні і її захисникам, пообіцяв допомогти українцям фінансово.
13 вересня 2024 року відкрив культурну платформу «Україна відкрита світу», ініційовану Міністерством культури і стратегічних комунікацій для підвищення видимості української культури на міжнародній арені.

## Фільмографія

### Актор
| Рік       |    | Українська назва                           | Оригінальна назва                       | Роль                                 |
| --------- | -- | ------------------------------------------ | --------------------------------------- | ------------------------------------ |
| 1966      | ф  | Відкинь гігантську тінь                    | Cast a Giant Shadow                     | водій Джипа                          |
| 1969      | с  | CBS: Театр                                 | CBS Playhouse                           |                                      |
| 1969      | ф  | Привіт, герою!                             | Hail, Hero!                             | Карл Діксон                          |
| 1970      | ф  | Адам о шостій годині ранку                 | Adam at Six A.M.                        | Адам Гейнс                           |
| 1971      | ф  | Літнє дерево                               | Summertree                              | Джеррі                               |
| 1971      | с  | ФБР                                        | The F.B.I.                              | Джеррі Вільямс                       |
| 1971      | с  | Медичний центр                             | Medical Center                          | Джонатан Кроулі                      |
| 1972—1976 | с  | Вулиці Сан Франциско                       | The Streets of San Francisco            | інспектор Стів Келлер                |
| 1972      | кф | Американська революція: Нездійсненна війни | American Revolution: The Impossible War | Джон Лоуренс                         |
| 1972      | кф | Американська спадщина: Причина свободи     | American Heritage: The Cause of Liberty | Джон Лоуренс                         |
| 1972      | тф | Безумець                                   | When Michael Calls                      | Крейг                                |
| 1972      | ф  | Наполеон і Саманта                         | Napoleon and Samantha                   | Денні                                |
| 1978      | ф  | Кома                                       | Coma                                    | доктор Марк Беллоус                  |
| 1979      | ф  | Китайський синдром                         | The China Syndrome                      | Річард Адамс                         |
| 1979      | ф  | Той, що біжить                             | Running                                 | Майкл Андрополіс                     |
| 1980      | ф  | Тепер мій хід                              | It's My Turn                            | Бен Левін                            |
| 1983      | ф  | Зоряна палата                              | The Star Chamber                        | суддя Стівен Гардін                  |
| 1984      | ф  | Роман з каменем                            | Romancing the Stone                     | Джек Т. Колтон                       |
| 1985      | ф  | Перлина Нілу                               | The Jewel of the Nile                   | Джек Колтон                          |
| 1985      | ф  | Кордебалет                                 | A Chorus Line                           | Зак                                  |
| 1987      | ф  | Фатальний потяг                            | Fatal Attraction                        | Ден Галагер                          |
| 1987      | ф  | Волл-стріт                                 | Wall Street                             | Гордон Гекко                         |
| 1989      | ф  | Чорний дощ                                 | Black Rain                              | Нік Конклін                          |
| 1989      | ф  | Війна подружжя Роуз                        | The War of the Roses                    | Олівер Роуз                          |
| 1992      | ф  | Світло у темряві                           | Shining Through                         | Ед Леланд                            |
| 1992      | ф  | Основний інстинкт                          | Basic Instinct                          | детектив Нік Каррен                  |
| 1993      | ф  | З мене досить                              | Falling Down                            | Вільям Фостер                        |
| 1994      | ф  | Викриття                                   | Disclosure                              | Том Сандерс                          |
| 1995      | ф  | Американський президент                    | The American President                  | Президент Ендрю Шепард               |
| 1996      | ф  | Примара і Темрява                          | The Ghost and the Darkness              | Чарльз Ремінгтон                     |
| 1997      | ф  | Гра                                        | The Game                                | Ніколас Ван Ортон                    |
| 1998      | ф  | Ідеальне вбивство                          | A Perfect Murder                        | Стівен Тейлор                        |
| 2000      | ф  | Вундеркінди                                | Wonder Boys                             | професор Грейді Тріпп                |
| 2000      | ф  | Трафік                                     | Traffic                                 | Роберт Вейкфілд                      |
| 2001      | ф  | Ніч у барі Мак-Кула                        | One Night at McCool's                   | містер Бурмайстер                    |
| 2001      | ф  | Не говори ні слова                         | Don't Say a Word                        | доктор Натан Р. Конрад               |
| 2002      | мс | Вілл і Грейс                               | Will & Grace                            | детектив Гевін Люк                   |
| 2003      | с  | Свобода: Історія про нас                   | Freedom: A History of Us                | Бенджамін Франклін / Бенджамін Френч |
| 2003      | ф  | Сімейні цінності                           | It Runs in the Family                   | Алекс Громберг                       |
| 2003      | ф  | Весільна вечірка                           | The In-Laws                             | Стів Тобіас                          |
| 2006      | ф  | Охоронець                                  | The Sentinel                            | Піт Гаррісон                         |
| 2006      | ф  | Він, я і його друзі                        | You, Me and Dupree                      | містер Томпсон                       |
| 2007      | ф  | Мій тато псих                              | King of California                      | Чарлі                                |
| 2009      | ф  | Привиди колишніх подружок                  | Ghosts of Girlfriends Past              | дядько Вейні                         |
| 2009      | ф  | Розумний сумнів                            | Beyond a Reasonable Doubt               | Марк Гантер                          |
| 2009      | ф  | Сексоголік                                 | Solitary Man                            | Бен Калмен                           |
| 2010      | ф  | Волл-стріт: гроші не сплять                | Wall Street: Money Never Sleeps         | Гордон Гекко                         |
| 2011      | ф  | Нокаут                                     | Haywire                                 | Алекс Кобленц                        |
| 2011      | мс | Фінеас і Ферб                              | Phineas and Ferb                        | Вейлон                               |
| 2013      | тф | За канделябрами                            | Behind the Candelabra                   | Лібераче                             |
| 2013      | ф  | Останнє похмілля у Вегасі                  | Last Vegas                              | Біллі                                |
| 2014      | ф  | Ось і вона                                 | And So It Goes                          | Орен Літтл                           |
| 2014      | ф  | Гра на виживання                           | Beyond the Reach                        | Мадек                                |
| 2015      | ф  | Людина-мураха                              | Ant-Man                                 | доктор Генк Пім                      |
| 2017      | ф  | Таємний агент                              | Unlocked                                | Ерік Лаш                             |
| 2018      | ф  | Світ тварин                                | Animal World                            | Андерсон                             |
| 2018—2021 | с  | Метод Комінськи                            | The Kominsky Method                     | Сенді Комінськи                      |
| 2018      | ф  | Людина-мураха та Оса                       | Ant-man and The Wasp                    | доктор Генк Пім                      |
| 2019      | ф  | Месники: Завершення                        | The Avengers: Endgame                   | доктор Генк Пім                      |
| 2021—2023 | мс | Що як…?                                    | What If...?                             | доктор Генк Пім (2 епізоди)          |
| 2023      | ф  | Людина-мураха та Оса: Квантоманія          | Ant-Man and the Wasp: Quantumania       | доктор Генк Пім                      |
| 2024      | с  | Франклін                                   | Franklin                                | Бенджамін Франклін                   |

### Продюсер
| Рік       |   | Українська назва              | Оригінальна назва                  | Роль                |
| --------- | - | ----------------------------- | ---------------------------------- | ------------------- |
| 1975      | ф | Пролітаючи над гніздом зозулі | One Flew Over the Cuckoo's Nest    | продюсер            |
| 1979      | ф | Китайський синдром            | The China Syndrome                 | продюсер            |
| 1984      | ф | Роман з каменем               | Romancing the Stone                | продюсер            |
| 1984      | ф | Людина з зірки                | Starman                            | виконавчий продюсер |
| 1985      | ф | Перлина Нілу                  | The Jewel of the Nile              | продюсер            |
| 1986      | ф | Людина з зірки                | Starman                            | виконавчий продюсер |
| 1990      | ф | Коматозники                   | Flatliners                         | продюсер            |
| 1991      | ф | Незворушний                   | Stone Cold                         | співпродюсер        |
| 1991      | ф | Очі ангела                    | Eyes of an Angel                   | виконавчий продюсер |
| 1991      | ф | Подвійний удар                | Double Impact                      | співпродюсер        |
| 1992      | ф | Планер                        | Radio Flyer                        | виконавчий продюсер |
| 1993      | ф | Зроблено в Америці            | Made in America                    | продюсер            |
| 1996      | ф | Привид і Тьма                 | The Ghost and the Darkness         | виконавчий продюсер |
| 1997      | ф | Без обличчя                   | Face/Off                           | виконавчий продюсер |
| 1997      | ф | Благодійник                   | The Rainmaker                      | продюсер            |
| 2001      | ф | Ніч у барі Мак-Кула           | One Night at McCool's              | продюсер            |
| 2003      | ф | Сімейні цінності              | It Runs in the Family              | продюсер            |
| 2006      | ф | Охоронець                     | The Sentinel                       | продюсер            |
| 2014      | ф | Гра на виживання              | Beyond the Reach                   | продюсер            |
| 2017      | ф | Коматозники                   | Flatliners                         | продюсер            |
| 2018      | ф | Ми завжди жили в замку        | We Have Always Lived in the Castle | продюсер            |
| 2018—2021 | с | Метод Комінськи               | The Kominsky Method                | виконавчий продюсер |
| 2020      | с | Сестра Ретчед                 | Ratched                            | виконавчий продюсер |
|           | с |                               | Reagan & Gorbachev                 | виконавчий продюсер |